# 勝野雅奈恵
勝野 雅奈恵（かつの かなえ、1982年1月11日 - ）は日本の女優・フラダンサー。

## 来歴・人物
静岡県御殿場市出身。父は俳優の勝野洋、母はタレントのキャシー中島、元モデル・ジュエリーデザイナーの勝野七奈美は姉（故人）、俳優の勝野洋輔は弟。猪田武は義理の兄。
1998年、姉と共に芸能界デビューした。女優の傍らフラダンサーとしても活動した。
2011年にパリの「オテル・リッツ・パリ」内にある料理・製菓学校「エコール・リッツ・エスコフィエ」に留学（この前年、弟の洋輔もパリに向かい、市内の刺繍学校に留学）。
2015年2月8日にスイス人男性と結婚。
2016年、第1子を妊娠。同年11月22日、第1子女児を出産。2019年3月14日、第2子妊娠を報告。同年6月11日、第2子男児を出産。

## 出演

### テレビドラマ
- 信濃のコロンボ2（1999年） - 野矢優子 役
- さすらい署長 風間昭平 第2作「こまち田沢湖殺人事件」（2004年2月4日、テレビ東京） - 村里絵美 役
- 水戸黄門 第34部 第16話「お転婆ふたり 恋の港町・酒田」（2005年5月9日、TBS / C.A.L） - 美津 役
- 水戸黄門 第35部 第16話「鬼と呼ばれた母の涙・延岡」（2006年2月6日、TBS / C.A.L） - お松 役
- 密命 寒月霞斬り（2008年5月30日、テレビ東京） - ふき姫 役
- 狩矢警部シリーズ（2009年、TBS） - キャサリン・ターナー 役
- ぼんくら（NHK） - お露 役

### 映画
- 風の歌が聞きたい（1998年）
- あの、夏の日 〜とんでろ じいちゃん〜（1999年） - 小林ミカリ 役
- 淀川長治物語 神戸篇 サイナラ（2000年） - 淀丸 役
- 告別（2001年） - 二神幸 役
- かあちゃん（2001年） - おさん 役
- 俺は、君のためにこそ死ににいく（2007年） - 美阿子 役
- 転校生 -さよなら あなた-（2007年） - ピアノを運ぶ女 役
- その日のまえに（2008年） - 山本看護師 役
- この空の花 長岡花火物語（2012年） - 里中伸子先生
- インターミッション（2013年） - カナエ 役

### ドキュメンタリー
- タヒチアンダンスの夏〜ふたりでひとり〜（2012年9月30日、BS日テレ）

### CM
- ろうきん  ※父（勝野洋）と共演

### 舞台
- ジンギスカン
- ドレッサー
- 春にして君を離れ
- マウストラップ
- 新撰組情話 京都・雨月の恋 ※父・弟（勝野洋輔）と共演

### 吹き替え
- ザ・ホワイトハウス  - ルイーズ・ソーントン 役（ジャニーン・ガラファロー）
- ER XIV 緊急救命室  - マーニー 役（スーザン・グッドウィリー）
- WITHOUT A TRACE/FBI 失踪者を追え!  - ルーシー 役
- デスパレートな妻たち5  - シェイラ 役

## DVD
- 『勝野雅奈恵のLet's Hula』（2004年3月30日、テレビ東京メディアネット・全3巻）